# Дідки (Осичківська Маланка)
Дідки — містичні персонажі стародавнього, імовірно, дохристиянського звичаю, прообраз яких є важливою частиною святкування зимових свят в с. Осички Савранської громади Подільського району Одеської області. Вони з'являються раз у рік на свято «Маланки», щоб в цей день вигнати нечисть та злих духів з села.

## Історія
Село Осички за історичними даними засноване на початку 18 ст. (1753 р.), та розташоване на заході від центру громади смт. Саврань.
За тиждень після коляди, напередодні Нового Року (за старим стилем), — Щедрий Вечір 
(Маланка; давня назва цього свята — Щедрий вечір, а свою сучасну назву воно отримало через те, що збігалося з християнським святом преподобної Меланії — черниці, яка жила у V столітті в Римській імперії). Це — залишок стародавнього дохристиянського звичаю. За християнським календарем — це день преподобної Меланії. В народній традиції обидва свята об'єднались.
Вулиці в селі мають назви, але жителі до цього часу користуються своєрідними місцевими назвами: Гора, Лупівка, Бондарівка, Кемпа та ін. Тому на Маланки, за стародавньою традицією (якій, по словам старожилів села, близько 200 років) в Бондарівці та Кемпі проводять обряд святкування Маланки.
Ще задовго до старого Нового року, а саме після дня святого Миколая (19 грудня), жителі цих районів розпочинають готувати своє святкове вбрання.
13 січня о 10.00 ранку юнаки та молоді чоловіки — учасники дійства, збираються в хатині на межі між Бондарівкою та Кемпою та починають одягатися в Дідків.

## Звичай

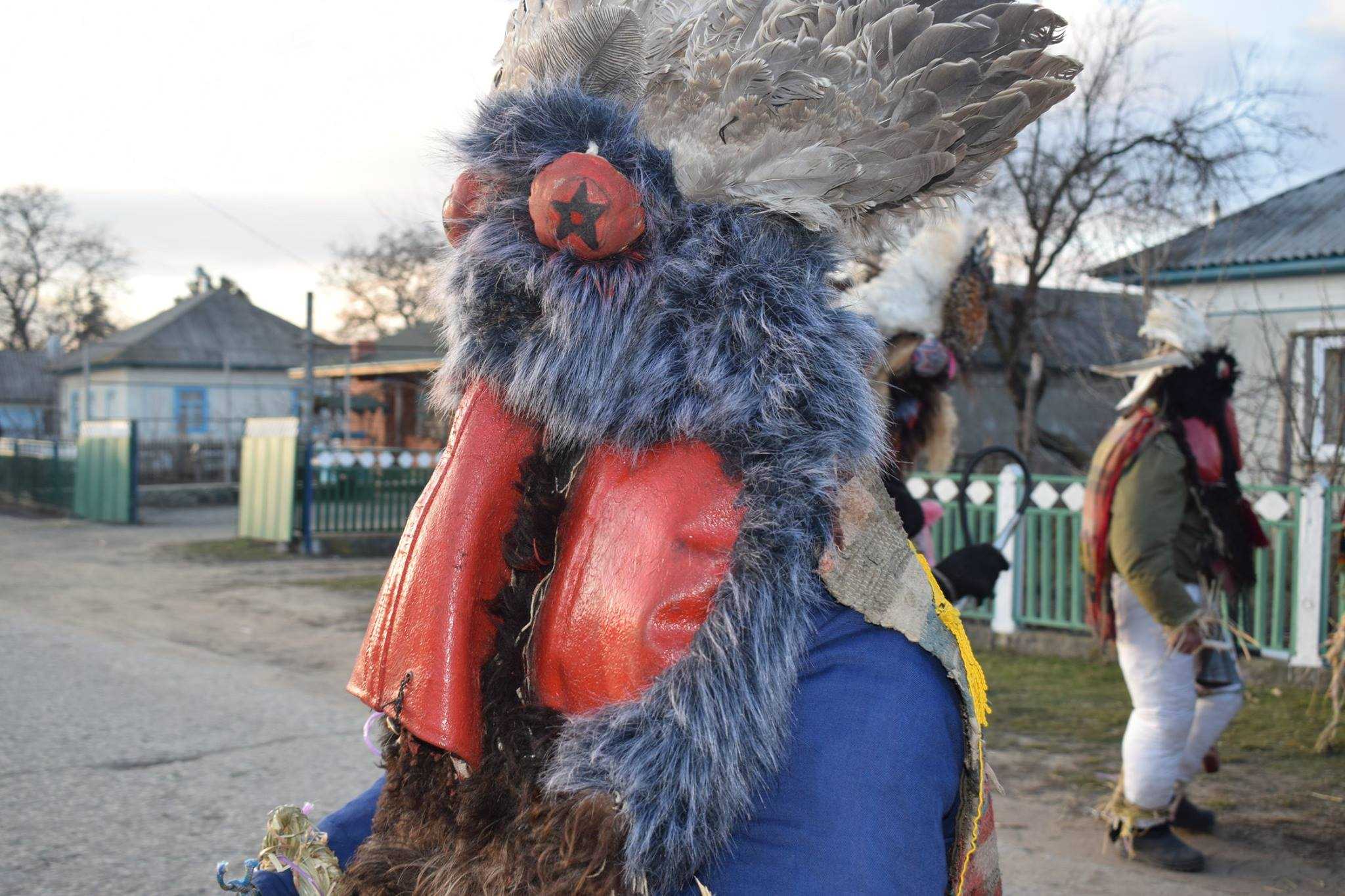
Традиційний Осичківський Дідок

Вбрання Дідків складається з маски, яку виготовляють з шкури тварин (кози, барана, корови), пір'я індика, холяв шкіряних чобіт, домотканої пілки. На ноги одягаються білі полотняні штани, які набиваються сіном або соломою. Зверху одягають фуфайку або плащ, які також забивають соломою чи сіном, на спині робиться великий горб, знизу причіплюють хвіст зв'язаний з рогози. Обов'язковими атрибутами вбрання є два саморобні залізні великі дзвони, якими дідки постійно здійснюють грюкіт та дзвін, в кожного в одній руці знаходиться великий дерев'яний молоток, а в другій гумовий батіг.
Цього дня вдягають лише шість Дідків, які в 12.00 йдуть по своїй частині села та сповіщають своїх щедрувальників про час та місце зустрічі.
Одночасно, в іншій хаті йде збирання Маланки та Козака. Маланкою обов'язково обирається дуже гарний хлопчик віком від 4 до 7 років, який є жителем району. Маланку одягають в гарне дівоче вбрання, яке передається з року в рік з покоління в покоління: спідниця розшита прикрасами, жилетка та обов'язково вишиванка та хустка. Головним атрибутом обов'язково є «кукла» (це моток із прядива, яким вона буде здійснювати прибирання в домівках). Козак одягнений в військове вбрання радянських часів: шинель, чоботи, картуз.
В 15.00 за Козаком та Маланкою до хати приходять дідки та щедрувальники (чоловіки віком від 18 до 45 років). Щедрувальники розпочинають щедрувати, а Дідки йдуть до хати та виводять головних персонажів дійства.

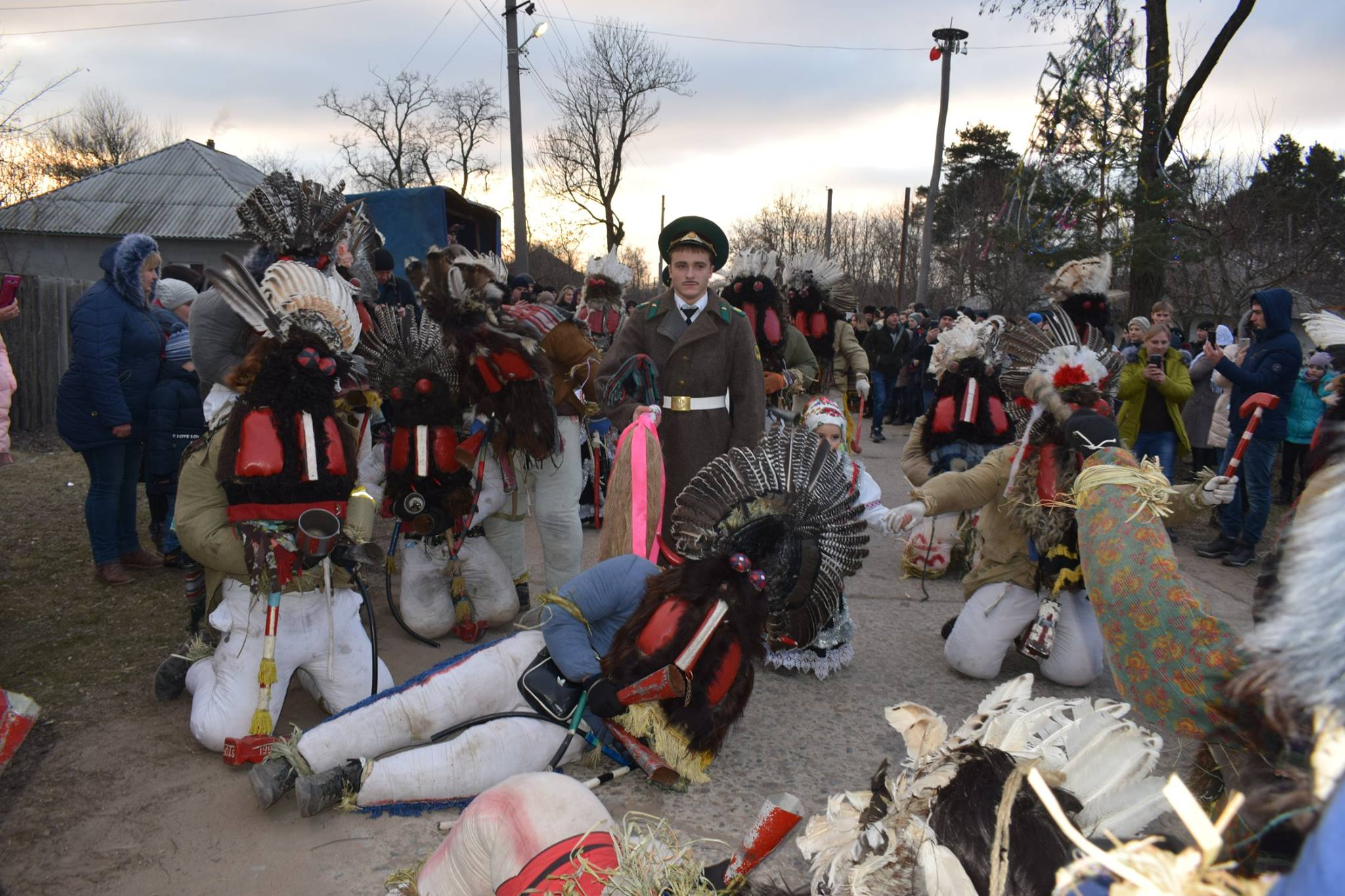
Процесія Дідків, 2018 рік

Вся обрядова процесія вирушає на кінець села, звідки й розпочинає свою ходу.
Заходячи на подвір'я, Дідки питають дозволу на щедрування. Отримавши дозвіл, Маланка з Козаком та одним Дідком заходять до хати, де Маланка розпочинає прибирання куклою (обряд очищення домівки від всього негативного та непотрібного). Щедрувальники (15–20 осіб) підходять до вікна та розпочинають традиційну щедрівку, яка продовжується 40 хвилин. Після закінчення щедрівки, з хати виходить хазяїн з калачами в руках та дякує гостям. До нього підходить Береза (старший над щедрувальниками) бере калачі, дари (гостинці та гроші) та дякує хазяям. Якщо хазяї мають бажання, то вони запрошують всіх на частування до хати. В такому разі щедрувальники в хаті співають другу щедрівку — піснопіння «Різдво Христове», яка складається з 4 тропарів та 4 кондактів. Увесь цей час на подвір'ї господарюють Дідки: бігають по подвір'ї, грюкають у дзвони, щось вишукують, розкидають, бешкетують, забігають в хату, вибігають...
Після пригощання знову повторюється щедрівка «Різдво Христове», виражається подяка хазяям та всі виходять з хати. Дідки перед Маланкою обов'язково стелять пілку, яку поцупили в хаті, падають перед нею на коліна, дзвонять у дзвони, що означає велику шану та повагу.
Щедрують щедрувальники до дванадцятої годині ночі та стрічають Старий Новий Рік та святого Василя і розпочинають обряд посівання. Ходять з хати в хату, символічно посіваючи різним зерном, вітаючи з новим роком та Василем і бажаючи господарям щастя, здоров'я та щедрого врожаю. Обряд посівання продовжується до 12.00 дня, після чого Дідки та щедрувальники знову беруть Маланку та Козака і відвідують оселі, в яких не побували вчора, щедрують та вітають з новим роком та Василем.
О 15.00 з двох сторін, з Бондарівки та Кемпи вирушають цілі процесії, які складаються з Маланки, Козака, Дідків (14 січня їх чисельність сягає до 20 осіб), а також жителів  цих кутків. Про їх ходу чути здалеку: гуркіт, брязкання, схвальні вигуки. Всю дорогу Дідки не відходять від Маланки, оберігаючи її. Сміливців, які вирішать підійти хоч на крок до неї, б'ють нагайкою чи молотком.
Всі сходяться на так звану межу між Бондарівкою та Кемпою, де закопаний височезний стовп, на якому розвішують різні подарунки.
На цьому місці розміщена велика сцена, звучить музика, виступають колективи району. На дійство збираються майже всі жителі Осичок, а також з'їжджаються гості.
Учасники дійства сходяться до центру та розпочинають обряд вихваляння своєї Маланки та обирання найкращої. Після всього Маланок ставлять на довгий високий стіл, відкривають шампанське, пригощають присутніх різними напоями, традиційними українськими стравами, які готують на місці. Масове гуляння продовжується до другої години ночі.
Ця обрядовість є важливим компонентом суспільного життя і традиційної духовної культури жителів села Осички.